# Florian Carvalho
Florian Carvalho (Fontainebleau, 9 marzo 1989) è un mezzofondista e maratoneta francese.

## Palmarès
| Anno | Manifestazione    | Sede           | Evento        | Risultato  | Prestazione | Note |
| ---- | ----------------- | -------------- | ------------- | ---------- | ----------- | ---- |
| 2006 | Mondiali juniores | Pechino        | 800 m piani   | Semifinale | 1'49"98     |      |
| 2008 | Mondiali juniores | Bydgoszcz      | 1500 m piani  | 7º         | 3'49"48     |      |
| 2011 | Europei indoor    | Parigi         | 3000 m piani  | 8º         | 8'02"92     |      |
| 2011 | Europei under 23  | Ostrava        | 1500 m piani  | Oro        | 3'50"42     |      |
| 2011 | Mondiali          | Taegu          | 1500 m piani  | Batteria   | 3'53"88     |      |
| 2012 | Europei           | Helsinki       | 1500 m piani  | Argento    | 3'46"33     |      |
| 2012 | Giochi olimpici   | Londra         | 1500 m piani  | Semifinale | 3'40"61     |      |
| 2013 | Europei indoor    | Göteborg       | 3000 m piani  | 5º         | 7'53"23     |      |
| 2013 | Mondiali          | Mosca          | 1500 m piani  | 11º        | 3'39"17     |      |
| 2014 | Europei           | Zurigo         | 1500 m piani  | Batteria   | 3'40"39     |      |
| 2015 | Europei indoor    | Praga          | 3000 m piani  | 11º        | 7'57"14     |      |
| 2016 | Europei           | Amsterdam      | 1500 m piani  | 5º         | 3'47"32     |      |
| 2016 | Giochi olimpici   | Rio de Janeiro | 1500 m piani  | Batteria   | 3'41"87     |      |
| 2018 | Europei           | Berlino        | 5000 m piani  | 12º        | 13'28"08    |      |
| 2018 | Europei           | Berlino        | 10000 m piani | 8º         | 28'29"78    |      |
| 2022 | Europei           | Monaco         | Maratona      | 52º        | 2h21'51"    |      |

## Campionati nazionali
2014
- Oro ai campionati francesi di corsa campestre (cross corto) - 12'56"

## Altre competizioni internazionali
2011
- 5º al Cross National Le Maine Libre ( Allonnes) - 27'17"

2014
- 6º al Cross National Le Maine Libre ( Allonnes) - 27'32"

2015
- Oro alla We Run Rome ( Roma) - 28'46"
- Oro alla Paris Centre 10 km ( Parigi) - 29'02"

2016
- Bronzo alla We Run Rome ( Roma) - 28'54"
- Bronzo alla Paris Centre 10 km ( Parigi) - 29'42"

2017
- Bronzo alla 20 km di Parigi ( Parigi), 20 km - 58'40"
- 10º alla Corrida Pédestre Internationale de Houilles ( Houilles) - 29'26"
- 4º al Cross Ouest-France ( Le Mans) - 29'09"

2018
- 8º in Coppa Europa dei 10000 metri ( Londra) - 28'06"78
- Argento alla Maratona di Varsavia ( Varsavia) - 2h15'14"
- 8º alla Corrida Pédestre Internationale de Houilles ( Houilles) - 28'25"

2019
- 11º alla Maratona di Parigi ( Parigi) - 2h12'53"
- Bronzo alla Mezza maratona di Parigi ( Parigi) - 1h05'47"

2021
- 18º in Coppa Europa dei 10000 metri ( Birmingham), 10000 m piani - 28'35"04